# 나른
나른(카자흐어: нарын, 키르기스어: наaрын, 우즈베크어: norin 노른, 위구르어: نېرىن 네린)은 중앙아시아의 고기 요리이다.

## 지역별 나른

### 우즈베키스탄
우즈베키스탄에서는 말고기나 양고기를 국수와 버무리거나 국수와 함께 국물에 끓여 내는 음식을 "노른"이라 부른다. 푹 삶은 고기를 건져서 잘게 다지거나 채썰고, 국수는 달걀을 넣은 밀가루 반죽을 얇게 밀어 만든다. 고기를 건져낸 육수에 국수를 삶은 다음, 여러 장 겹쳐서 2~4cm 길이, 50~70mm 너비로 잘게 채썬다. 고기와 국수를 잘 섞고 양념한 다음, 잘 비비거나 국물을 부어 카즈를 곁들여 낸다.

### 키르기스스탄
키르기스스탄에서는 푹 삶아 잘게 썬 말고기나 양고기에 고깃기름에 익힌 양파를 올린 음식을 "나른" 또는 투랄간 에트(키르기스어: тууралган эт)로 부르며, 이것에 국수를 더한 것을 "베슈바르마크"로 부른다.

## 같이 보기
- 도그라마
- 베슈바르마크
- 쿨라마
- 투라마